# Греко-римская борьба на летних Олимпийских играх 1912 — до 82,5 кг
Соревнования по греко-римской борьбе в рамках Олимпийских игр 1912 года в среднем весе «В» (до 82,5 килограммов) прошли в Стокгольме с 6 по 15 июля 1924 года на Олимпийском стадионе. 
Турнир проводился по системе с выбыванием после двух поражений. Тот круг, в котором число оставшихся борцов становилось меньше или равно количеству призовых мест, объявлялся финальным, и борцы, вышедшие в финал, проводили встречи между собой. 
Схватка по регламенту турнира продолжалась 30 минут, по окончании 30-минутного раунда судьи могли назначить ещё 30-минутный раунд и так далее, без ограничения количества дополнительных раундов.
Фаворитом состязаний был Андерс Альгрен, трёхкратный призёр международных соревнований 1910—1911 годов. В результате напряженной борьбы он, швед Ивар Бёлинг и венгр Бела Варга вышли в финал. В первой финальной встрече Альгрен легко одолел Варгу, и венгр на вторую финальную встречу с Бёлингом не вышел. Финальная встреча между Альгреном и Бёлингом началась в 9:20 утра и продолжалась с короткими перерывами через каждые полчаса до 20:00.  Однако победитель так и не был выявлен. Трое судей были вынуждены дисквалифицировать за пассивность обоих борцов и засчитать каждому поражение. Таким образом, единственный раз за историю олимпийской борьбы золотая медаль не была вручена никому (поскольку правила предусматривали необходимость победы), а оба борца стали серебряными призёрами олимпиады.  
Как указывалось в официальном отчёте Олимпиады: 
Альгрен и Бёлинг «оказались такими мастерами техники и обладали такой ненормальной физической силой, что даже после того, как схватка продолжалась не менее девяти часов, и даже после безрезультатного применения специальных правил, придуманных специально для таких случаев, схватка должна была быть объявлена ничейной» 
Оригинальный текст (англ.)Ahlgren and Bohling “proved to be such masters of technique, and possessed such abnormal bodily strength that, after the contest had been carried on for no less than nine hours, and after the fruitless application of the special regulations made for such cases, the match had to be declared a draw”

## Призовые места
- Андерс Альгрен
- Ивар Бёлинг
- Бела Варга

## Первый круг
| Поражений | Участник 1         | Результат                    | Участник 2         | Поражений |
| --------- | ------------------ | ---------------------------- | ------------------ | --------- |
| 0         | Ивар Бёлинг        | Отказ от продолжения (45:00) | Эдуард Мартин      | 1         |
| 0         | Аугуст Райала      | По очкам (60:00)             | Карл Гросс         | 1         |
| 0         | Петер Ойлер        | Туше (35:00)                 | Отто Нагель        | 1         |
| 0         | Оресте Арпе        | Туше (10:00)                 | Оскар Кумпу        | 1         |
| 0         | Сигурйон Петурссон | Туше (35:00)                 | Леннарт Линд       | 1         |
| 0         | Йохан Салила       | Туше (40:00)                 | Рагнар Фогельмарк  | 1         |
| 0         | Оскар Виклунд      | Туше (11:00)                 | Йоханнес Эриксен   | 1         |
| 0         | Бела Варга         | Туше (37:30)                 | Карл Экман         | 1         |
| 0         | Кнут Линдберг      | Туше(13:00)                  | Фриц Ланге         | 1         |
| 0         | Ренато Гардини     | Туше (2:00)                  | Йоханн Трестлер    | 1         |
| 0         | Карл Линд          | Туше (29:00)                 | Ансгар Лёвольд     | 1         |
| 0         | Август Пиккер      | Туше (19:00)                 | Карл Барл          | 1         |
| 0         | Юхан Андерссон     | Туше (6:30)                  | Франтишек Копршива | 1         |
| 0         | Харальд Кристенсен | Туше (12:30)                 | Эрнст Нильссон     | 1         |
| 0         | Андерс Альгрен     | Пропускал                    |                    |           |

## Второй круг
| Поражений | Участник 1         | Результат                                    | Участник 2         | Поражений |
| --------- | ------------------ | -------------------------------------------- | ------------------ | --------- |
| 0         | Андерс Альгрен     | Неявка                                       | Эдуард Мартин      | 2         |
| 0         | Ивар Бёлинг        | Туше (4:00)                                  | Карл Гросс         | 2         |
| 0         | Аугуст Райала      | По очкам (60:00)                             | Отто Нагель        | 2         |
| 0         | Петер Ойлер        | Неявка                                       | Оскар Кумпу        | 2         |
| 0         | Оресте Арпе        | Туше (3:00)                                  | Леннарт Линд       | 2         |
| 0         | Сигурйон Петурссон | Туше (1:00)                                  | Йохан Салила       | 1         |
| 1         | Йоханнес Эриксен   | Туше (5:30)                                  | Рагнар Фогельмарк  | 2         |
| 0         | Оскар Виклунд      | Туше (42:00)                                 | Бела Варга         | 1         |
| 0         | Кнут Линдберг      | Неявка                                       | Карл Экман         | 2         |
| 1         | Фриц Ланге         | Туше (29:00)                                 | Йоханн Трестлер    | 2         |
| 0         | Ренато Гардини     | Туше (4:30)                                  | Карл Линд          | 1         |
| 1         | Карл Барл          | Неявка                                       | Ансгар Лёвольд     | 2         |
| 1         | Юхан Андерссон     | Дисквалификация обоих за пассивность (60:00) | Август Пиккер ¹    | 1         |
| 1         | Эрнст Нильссон     | Туше (53:00)                                 | Франтишек Копршива | 2         |
| 0         | Андерс Альгрен     | Туше (20:00)                                 | Харальд Кристенсен | 1         |

¹ С соревнований снялся

## Третий круг
| Поражений | Участник 1         | Результат         | Участник 2         | Поражений |
| --------- | ------------------ | ----------------- | ------------------ | --------- |
| 0         | Ивар Бёлинг        | Туше (43:00)      | Петер Ойлер        | 1         |
| 0         | Аугуст Райала      | Туше (1:00)       | Оресте Арпе        | 1         |
| 1         | Йоханнес Эриксен   | Туше (10:00)      | Йохан Салила       | 2         |
| 0         | Оскар Виклунд      | По очкам (120:00) | Сигурйон Петурссон | 1         |
| 1         | Бела Варга         | Туше (55:00)      | Кнут Линдберг      | 1         |
| 1         | Фриц Ланге         | Туше (4:00)       | Юхан Андерссон     | 2         |
| 1         | Эрнст Нильссон     | Туше (17:00)      | Ренато Гардини     | 1         |
| 0         | Андерс Альгрен     | Туше (3:00)       | Карл Линд          | 2         |
| 1         | Харальд Кристенсен | Туше (10:00)      | Карл Барл          | 2         |

## Четвёртый круг
| Поражений | Участник 1         | Результат        | Участник 2     | Поражений |
| --------- | ------------------ | ---------------- | -------------- | --------- |
| 0         | Ивар Бёлинг        | Неявка           | Оресте Арпе    | 2         |
| 1         | Сигурйон Петурссон | Туше (2:00)      | Аугуст Райала  | 1         |
| 1         | Йоханнес Эриксен   | Туше (7:00)      | Петер Ойлер    | 2         |
| 1         | Фриц Ланге         | Неявка           | Оскар Виклунд¹ | 1         |
| 1         | Бела Варга         | Туше (7:00)      | Юхан Андерссон | 3²        |
| 1         | Кнут Линдберг      | По очкам (60:00) | Эрнст Нильссон | 2         |
| 0         | Андерс Альгрен     | Туше (4:30)      | Ренато Гардини | 2         |
| 1         | Харальд Кристенсен | Пропускал        |                |           |

¹ С соревнований снялся

² Не ясно, почему Андерссон был допущен в четвёртый круг. У него было с учётом дисквалификации уже два поражения.

## Пятый круг
| Поражений | Участник 1     | Результат        | Участник 2         | Поражений |
| --------- | -------------- | ---------------- | ------------------ | --------- |
| 0         | Ивар Бёлинг    | По очкам (60:00) | Харальд Кристенсен | 2         |
| 1         | Аугуст Райала  | Туше (29:30)     | Йоханнес Эриксен   | 2         |
| 1         | Бела Варга     | Туше (4:30)      | Сигурйон Петурссон | 2         |
| 0         | Андерс Альгрен | Туше (35:00)     | Кнут Линдберг      | 2         |
| 1         | Фриц Ланге     | Пропускал        |                    |           |

## Шестой круг
| Поражений | Участник 1     | Результат        | Участник 2    | Поражений |
| --------- | -------------- | ---------------- | ------------- | --------- |
| 0         | Ивар Бёлинг    | По очкам (60:00) | Фриц Ланге    | 2         |
| 1         | Бела Варга     | По очкам (60:00) | Аугуст Райала | 2         |
| 1         | Андерс Альгрен | Пропускал        |               |           |

## Финал первый круг
| Поражений | Участник 1     | Результат   | Участник 2 | Поражений |
| --------- | -------------- | ----------- | ---------- | --------- |
|           | Андерс Альгрен | Туше (2:05) | Бела Варга |           |
|           | Ивар Бёлинг    | Пропускал   |            |           |

## Финал второй круг
| Поражений | Участник 1     | Результат | Участник 2 | Поражений |
| --------- | -------------- | --------- | ---------- | --------- |
|           | Ивар Бёлинг    | Неявка    | Бела Варга |           |
|           | Андерс Альгрен | Пропускал |            |           |

## Финал третий круг
| Поражений | Участник 1     | Результат                                     | Участник 2  | Поражений |
| --------- | -------------- | --------------------------------------------- | ----------- | --------- |
|           | Андерс Альгрен | Дисквалификация обоих за пассивность (640:00) | Ивар Бёлинг |           |